# Eremochrysa (Chrysopiella) sabulosa
Eremochrysa (Chrysopiella) sabulosa is een insect uit de familie van de gaasvliegen (Chrysopidae), die tot de orde netvleugeligen (Neuroptera) behoort. 
Eremochrysa (Chrysopiella) sabulosa is voor het eerst wetenschappelijk beschreven door Banks in 1897.